# Folk Songs 2
Albums de la série Folk Songs
Folk Songs
(2001) FS3 Folk Songs 3
(2002)
Albums par Aya Matsuura
First Kiss
(2002) T.W.O
(2003)
Folk Songs 2 est un album de reprises de chansons de genre folk sorti en 2002, attribué en commun à Yūko Nakazawa, Melon Kinenbi, Aya Matsuura, et Rika Ishii.

## Présentation
L'album sort le 22 mai 2002 au Japon sous le label Piccolo Town, dans le cadre du Hello! Project. Il atteint la 20e place du classement de l'Oricon, et reste classé pendant trois semaines. 
Il contient seize reprises de chansons de genre folk de divers artistes japonais de diverses époques, ré-interprétées sur l'album en solo, en duo ou en groupe par divers artistes du Hello! Project : la chanteuse soliste Yūko Nakazawa, ex-membre du groupe Morning Musume, qui avait déjà participé en duo avec Sayaka Ichii à un précédent album similaire sorti six mois auparavant, Folk Songs, mais qui ne chante que sur six des titres de ce second volume ; le groupe Melon Kinenbi, qui chante sur huit des titres ; la soliste Aya Matsūra, sur six des titres ; et la nouvelle soliste Rika Ishii, sur quatre des titres. Deux autres chanteurs participent à deux des titres, reprises de leurs propres chansons : Bamba Hirofumi avec Melon Kinenbi, et Akira Inaba en duo avec Nakazawa.
Trois autres albums similaires sortiront durant les deux années suivantes, toujours interprétés par Yūko Nakazawa et divers artistes du H!P : FS3 Folk Songs 3, FS4 Folk Songs 4, et FS5 Sotsugyō.

## Liste des titres
| 1.  | Hanayome (花嫁)                                    | Melon (original : Norihiko Hashida & Climax)      |  |
| 2.  | Koibito yo (恋人よ)                                | Yūko Nakazawa (original : Mayumi Itsuwa)          |  |
| 3.  | Kandagawa (神田川)                                 | Aya Matsūra (original : Kaguyahime)               |  |
| 4.  | Momen no Handkerchief (木綿のハンカチーフ)         | Yūko Nakazawa (original : Hiromi Ota)             |  |
| 5.  | Ichigo Hakusho wo Mō Ichido (いちご白書をもう一度) | Melon & Hirofumi (original : Bamba Hirofumi)      |  |
| 6.  | Fuyu ga Kuru Mae ni (冬が来る前に)                 | Nakazawa & Matsūra (original : Kamifūsen)         |  |
| 7.  | Hikōkigumo (ひこうき雲)                            | Aya Matsūra (original : Yumi Arai)                |  |
| 8.  | Tentōmushi no Samba (てんとう虫のサンバ)           | Matsūra & Ishii (original : Cherish)              |  |
| 9.  | Anata no Kokoro ni (あなたの心に)                  | Melon & Ishii (original : Chinatsu Nakayama)      |  |
| 10. | Wakatte Kudasai (わかってください)                 | Nakazawa & Akira Inaba (original : Akira Inaba)   |  |
| 11. | Natsuyasumi (夏休み)                               | Melon Kinenbi (original : Takuo Yoshida)          |  |
| 12. | Yume de Aetara (夢で逢えたら)                      | Melon Kinenbi & Ishii (original : Minako Yoshida) |  |
| 13. | Olivia wo Kikinagara (オリビアを聴きながら)        | Nakazawa & Melon (original : Ami Ozaki & Anri)    |  |
| 14. | Hidamari no Uta (ひだまりの詩)                     | Melon Kinenbi (original : Le Couple)              |  |
| 15. | Nagai Aida (長い間)                                | Aya Matsūra (original : Kiroro)                   |  |
| 16. | Satōkibi Hatake (さとうきび畑)                     | Nakazawa-Melon-Matsūra-Ishii (Ryoko Moriyama)     |  |